# Portada/article juny 27

## Casa de la Ciutat (Barcelona)
La Casa de la Ciutat de Barcelona és l'edifici i seu de l'Ajuntament de Barcelona. Està situada al centre històric de la ciutat, a la plaça de Sant Jaume, davant del Palau de la Generalitat de Catalunya. La seva construcció ha tingut lloc durant diversos segles. La façana principal, situada a la plaça de Sant Jaume, data de l'any 1847; l'origen, però, és de l'any 1369, any en el qual es va començar a construir el Saló de Cent, origen de la història de l'ajuntament de la ciutat de Barcelona.
L'edifici és un palau. La façana principal és d'estil neoclàssic i fou dissenyada per l'arquitecte Josep Mas i Vila, i la façana que dona al carrer Ciutat és d'estil gòtic, creada per Arnau Bargués. El pati interior, també d'estil gòtic però amb traces renaixentistes, data de l'any 1391, i s'hi mostren exposades diverses escultures d'autors com Josep Llimona, Joan Miró o Josep Clarà. Altres estances destacables són el Saló de Cent, el Saló de Cròniques, el Saló de la Reina Regent i la Capella del Bon Consell.